# モトカノ
「モトカノ」（もとかの）は、Julietの11枚目のシングル。2011年8月24日発売。

## 概要
- 前作から約2ヶ月ぶりとなるシングル作品。

## 収録曲
1. モトカノ　
  - 作詞：Maiko／作曲：イワツボコーダイ／編曲：Yasuko Murata
2. ヒーウィ Go!! 
  - 作詞：Maiko／作曲：小森田実
3. モトカノ (Instrumental)

## DVD（初回限定盤）収録内容
1. モトカノ Music Video
2. モトカノ Music Video メイキング